# Aphodius longipennis
Aphodius longipennis là một loài bọ cánh cứng trong họ Scarabaeidae. Loài này được Rakovic miêu tả khoa học năm 1984.